# Lokomotiva Pm36

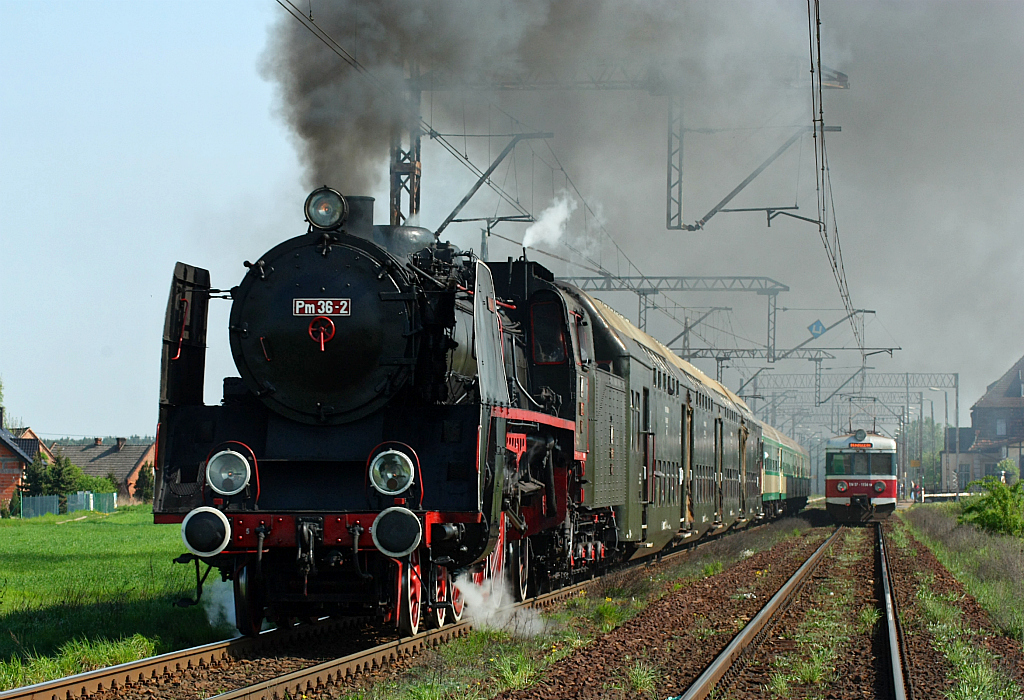
Lokomotiva Pm36-2

Pm36 je polská parní lokomotiva vyráběná v roce 1937 v továrně Fablok (polsky Pierwsza Fabryka Lokomotyw w Polsce Sp. Akc.) v Chrzanově.
Lokomotivy tohoto typu byly používány především na osobní přepravu.